# Kaarle Ellilä
Kaarle Johannes Ellilä (Karkku, 26 de agosto de 1888 – Helsinque, 6 de outubro de 1957) foi um fazendeiro e político finlandês que serviu como diretor-geral do Conselho Agrícola Sueco, membro do Parlamento, ministro da agricultura no terceiro governo de Kyösti Kallio e ministro do bem-estar dos governos de Antti Hackzell, Edwin Linkomies e Urho Castrén. Foi um dos principais implementadores da política de agricultura de subsistência no país.